# Aporisticon
Aporisticon, subintitulată Glosar de civilizații imaginare, este o colecție de povestiri științifico-fantastice scrise de autorul român Mihail Grămescu și publicată de Editura Albatros în 1981 în colecția Fantastic Club.
Cartea reprezintă debutul editorial al autorului și a fost reeditată în 2012 la editura Eagle Publishing House.

## Cuvânt înainte (al autorului)
Mihail Grămescu precizează că textele (povestirile) din acest volum sunt de fapt de o introducere într-o ’’serie de lumi suspectabile de banalitate, și așa și trebuie să fie, întrucât altfel s-ar deschide drum liber unei supoziții complet paradoxale: ar însemna nici mai mult nici mai puțin decât că în lumea visului meu au mai călcat și alți călători europeni înainte de mine, ori asta ar implica existența unei singure lumi a imaginației pure, ceea ce, desigur, este ceva mai greu de admis’’.

## Conținut
| - "Apeironie" - "Babilonia (Orașul de ruine)" - "Babilonia (Paliere)" - "Cataracta" - "Ceasul florilor" - "Ciutele" - "Condotierii" - "Conexiune liberă" - "Deconstrucția" - "Δ" - "Dumnezeul neputinței" - "Echivocare" - "Etapa perpetuei amânări" - "Eutherpie" - "Farmecopedie pentru inițiați" | - "Feeria semantică a îndrăgostitului de stăpâna tainică a melopeelor" - "Felonia" - "Fenotipul de ceață și picăturile de nimic" - "Formula" - "Grădina timpului curgând" - "Halucinaria" - "Helicon" - "Heteromorfie" - "Interviul acordat de generalisimul Erberthus Ablo Junche în exclusivitate ziarului nostru" - "Jurnalul de bord al navei Hyacinth" - "Lemurioții" - "Maidanele viitorului" - "Marea migrație" | - "Merele negre" - "Neotenia" - "Ogarii" - "Paradygmatykopolys" - "Penicillium Gigantea" - "Programul" - "Recluziunea lui Ulisse" - "Sferoidul cu sentimente" - "Simfonia viitorului" - "Ulalumie" - "Visul perfecțiunii" - "Vânătorii de capete" - "Xenofilii" - "Zgripțorul" |

## Intriga
Apeironie (Înșiruirea de noduri)
În această povestire este prezentat romanul tuturor romanelor, care poate fi tradus oricum, cu condiția să se găsească un înțeles fiecărei fraze a textului: XXX XX XXXXX X XXXXXXX XXXXX XXXXXX XX XXXXXXX X XXXXX XXXXXX.
Babilonia (Orașul de ruine de scări spre nicăieri)
Un eseu despre curgerea simultană a timpului spre viitor și spre trecut.
Babilonia (Paliere)
Povestea unui muzeu-labirint în care oamenii rămân captivi în lumile iluzorii reprezentate de palierele sale, incapabili să înțeleagă că acestea nu există per se.
Cataracta
În viitor, lumea ajunge la capătul universului, reprezentat de o gaură neagră care-i infestează pe toți cei cu care intră în contact.
Ceasul florilor
Într-o Americă dintr-un univers paralel se află misteriosul El Dorado, unde turiștii pot admira un ceas floral de dimensiuni gigantice.
Ciutele
Povestirea prezintă contactul ratat al unei rase galactice pașnice cu pământenii: în locul oamenilor, aceasta ia legătura cu ciutele.
Condotierii (Cronica algoritmică a conquistei)
O paralelă între societatea umană și relațiile dintre două societăți închise de insecte.
Conexiune liberă
Un segment metalic dobândește conștiință și realizează că este doar o rotiță dintr-un imens ceas mecanic.
Deconstrucția
Un text plin de simboluri care prezintă prăbușirea unei case în diferite segmente temporale.
Δ
Banala excursie a unei clase de-a lungul apei care străbate satul se transformă într-o adevărată aventură pe cursul unui fluviu dintr-o lume paralelă. Povestirea a apărut și în antologia Alfa - O antologie a literaturii de anticipație românești (1983).
Dumnezeul neputinței (Manuscris anonim)
Povestirea prezintă contactul dificil dintre oameni și o rasă extraterestră care încearcă să pună capăt potopului care-i devastează lumea și despre care crede că este provocat de cercetătorii umani veniți periodic să-i studieze.
Echivocare (Despre cele două fețe ale prietenului meu Dyonysos)
Povestea unui personaj urât care reușește să determine lumea să accepte aspectul său ca standard pentru frumusețe.
Etapa perpetuei amânări (Euristică epistemologică)
Într-o lume în care aprecierea socială este dată de un joc al inteligenței, un aspirant are ocazia să constate că diferența dintre învingători și învinși este iluzorie.
Eutherpie (Semănătorii)
Un eseu despre esența iluzorie a fericirii.
Farmecopedie pentru inițiați (Calambur)
O pledoarie despre motivele pentru care arhitecții ar trebuie să fie considerați stăpânii lumii.
Feeria semantică a îndrăgostitului de stăpâna tainică a melopeelor (Mister orphic)
O încercare de descifrare a unor căi de comunicare lingvistică între lumile rezultate după prăbușirea turnului Babel.
Felonia
Povestirea prezintă o lume întoarsă pe dos, în care fiecare om acționează în contradicție cu poziția sa în cadrul societății - preoții reneagă zeii, bogații se îmbracă în zdrențe, etc.
Fenotipul de ceață și picăturile de nimic
O invenție oferă posibilitatea înregistrării tridimensionale a imaginii unui om, dar cu fiecare înregistrare îi răpesc acestuia și din viață. Povestirea a mai apărut în antologiile Timpul este umbra noastră (1991) și Twelve of the Best Romanian SF Stories (1995) (în traducerea "Phenotype of Mist and Drops of Nothing").
Formula
Povestirea prezintă modul în care matematica poate deschide porți către lumi paralele.
Grădina timpului curgând
Viața unei case și a proprietarului ei se desfășoară pe parcursul unei zile, seara fiind echivalentă decrepitudinii.
Halucinaria (În contra războiului și a poluării, inclusiv spirituale)
Prezentarea lumii așa cum se vede prin ochii unei cârtițe.
Helicon
Casa Vocilor este o peșteră legată de o multitudine de tuneluri care permit ascultarea a mii de conversații purtate în diferite limbi, din care unii inițiați pot afla răspunsuri la propriile întrebări.
Heteromorfie (Pastel medieval)
Povestirea prezintă evenimentele care se petrec în punctul în care se întâlnesc două lumi paralele.
Interviul acordat de generalisimul Erberthus Ablo Junche în exclusivitate ziarului nostru (Cavalerii Înfrângerii)
Povestirea-interviu prezintă raportul unui război perpetuu, a cărui stare este conturată de două tabere: Seniorii Victoriei (cei care culeg toți laurii) și Cavalerii Înfrângerii (cei care își desfășoară munca în anonimat).
Jurnalul de bord al navei Hyacinth (Raportul secției de erezii imaginare)
Jurnalul este o scriere aparținând unui corp expediționar care vrea să demonstreze teoria cosmologică cum că universul nu este infinit și concluzionează că Pământul este o sferă în care este închis tot universul.
Lemurioții (Prestigiul și condiția umană)
Povestirea prezintă un viitor în care roboții au preluat conducerea planetei și sunt deciși să se debaraseze de rasa umană, care a pierdut cursa evolutivă.
Maidanele viitorului (Pamflet renascentist)
Un eseu ironic la adresa locului pe care maidanele ar trebui să le ocupe în cadrul orașelor viitorului.
Marea migrație (Structura conceptului structural)
În viitor, cunoștințele se transmit pe cale genetică și omenirea devine incapabilă de gândire creatoare, mulțumindu-se cu parcurgerea traseului unei migrații atent programate.
Merele negre
Consumul exesiv de mere negre - obținute prin modificări genetice - produce în viitor o alterare a culorii pielii oamenilor. Povestirea a apărut și în antologia Timpul este umbra noastră (1991)
Neotenia
Prezentarea lumii așa cum se vede ea prin ochii unei molii.
Ogarii
Un european descoperă un trib de indigeni care păzește monumentele străvechi înălțate de o civilizație extraterestră.
Paradygmatykopolys
Un eseu despre orașul arhetip din care se trag toate așezările posibile în orice loc și timp.
Penicillium Gigantea (Fenomenologia invaziei ecologice)
Povestirea prezintă lupta de supraviețuire a omenirii în fața unei mutații a ciupercii penicillium, care amenință cu ocuparea tuturor arealelor de viață.
Programul
O viziune solipsistă în care fiecare om reprezintă aspecte ale aceleiași persoane unice. Povestirea a apărut și în antologia Alfa - O antologie a literaturii de anticipație românești (1983).
Recluziunea lui Ulisse (O mare euristică numită Anamnesis)
O repovestire a odiseei lui Ulise din perspectiva unei entități extraterestre oceanice, similare Solaris-ului lui Stanislaw Lem.
Sferoidul cu sentimente
O planetă dotată cu inteligență modifică realitatea cu ajutorul unui personaj-insectă.
Simfonia viitorului
Povestirea prezintă o călătorie în timp realizată cu ajutorul muzicii.
Ulalumie
Un eseu despre realitatea și iluzia a două lumi aflate în oglindă una față de cealaltă.
Visul perfecțiunii
Visul unui cibernetician de a construi o mașină capabilă să se autoperfecționeze în jocul de șah, până la atingerea stadiului suprem.
Vânătorii de capete
Un viitor în care Pământul a fost invadat de junglă și este populat de vânători de capete.
Xenofilii (Parimie la cea de-a cincea călătorie a lui Sinbad Marinarul) (Antinomia paradisurilor pure)
Povestirea prezintă explorarea unei pete albe de pe suprafața Pământului, care permite contactul cu o civilizație antediluviană.
Zgripțorul
Un eseu care ridică problematica simbolurilor folclorice, care pot fi modul în care au fost încifrate învățăturile unei lumi străvechi.

## Opinii critice
Publicat într-un tiraj de 150.000 de exemplare, volumul a atras atenția criticilor vremii și l-au propulsat de Mihail Grămescu în sferele înalte ale lumii literare. Salutat cu căldură de Adrian Rogoz, el a fost recompensat în 1981 cu Premiul Uniunii Scriitorilor și în 1982 cu Premiul Convenției Naționale de Science Fiction 1982.
Aurel Cărășel consideră cartea „un volum de proză scurtă aflat la limita mainstreamului cu literatura SF, cumva în prelungirea stilistică a lui Vladimir Colin și Jorge Luis Borges [...] o ambițioasă tentativă de glosare eseistică, în trăirea unei adevărate aventuri a limbajului”. Criticul Cătălin Badea-Gheracostea este de părere că cenzura aplicată asupra primei ediții limitează direcțiile de lectură „sub cheile parabolei, science fiction-ului brut și a livrescului borgesian” și că „abia în ediția din 2012 avem proze care împletesc realismul cu fantasticul, fără magic și parabolic”.
Cornel Robu vede în volum „un reper însemnat în evoluția sf-ului românesc din ultimele decenii”, iar Mircea Liviu Goga afirmă că povestirile incluse „ating adâncimi aflate dincolo de parabolă, sensuri demne de a fi căutate în subconștientul colectiv sau în acel limbaj intern al creierului uman, cel din care se țes adevăratele gânduri”. 

## Reeditare
Manuscrisul original prezentat de Mihail Grămescu pentru publicare a fost cenzurat de redactorul Constantina Paligora, care nu dorea să aibă probleme politice. Ea a eliminat 43 de texte, unele dintre ele apărând ulterior în alte volume. În anul 2012, Eagle Publishing House a reeditat volumului într-o versiune electronică în care sunt incluse și unele dintre povestirile eliminate în 1981.